# Inharrime
Inharrime és una vila i posto de Moçambic, situat a la província de Maputo, al costat de la llacuna Poelela. En 2007 comptava amb una població de 8.106 habitants. Assolí l'estatut de vila el 9 de maig de 1972. És un nus ferroviari del CFM Sul que enllaça amb Inhambane.

## Casa Laura Vicuña
Casa Laura Vicuña és una institució fundada a Inharrime en 2004 per les Germanes Salesianes de Moçambic. Ofereix diversos serveis a la comunitat circumdant, incloent un orfenat que proporciona una llar per a 90 nenes de tres anys o més, una gran granja i ramadera, un forn i una escola secundària (a partir del 2011). Les germanes i els seus col·laboradors ofereixen classes d'alfabetització a les dones locals i ofereixen suport a l'educació nutricional dels nens de famílies sense prou recursos suficients.

## Suport internacional
L'ONG Friends of Inharrime serveix el poble del districte d'Inharrime en conjunt amb l'escola i orfenat de les Germanes Salesianes situada al districte. Els programes previstos inclouen el suport nutricional als nens a través d'un programa de patrocini (donacions mensuals d'aliments a cada nen), així com el suport financer per pagar per l'educació i les despeses mèdiques.